# Tellico
Tellico — менеджер зібрань для KDE. Він надає шаблони за замовчуванням, наприклад, для книг, бібліографій, відео, музики, відеоігор, монет, марок, торгових карток, коміксів і вин. Для користувацьких колекцій моделі даних можна вільно модифікувати. Дані можна вводити вручну або завантажувати з різних інтернет-джерел. Хоча Tellico має шаблон за замовчуванням і для файлів даних, він не має функцій музичного автомата або медіацентру.

## Можливості
Tellico дозволяє створити зібрання абсолютно будь-якого типу, хоча в первинному вигляді програма має такі шаблони зібрань:
- Книги
- Бібліографія
- Комікси
- Фільми
- Музика
- Монети
- Марки
- Картки
- Вина
- Ігри

Програма може використовуватися як проста і зручна база даних, оскільки має функцію створення звітів. Наприклад, можна вести облік книг у бібліотеці, скільки книг є в наявності і у кого вони знаходяться зараз. Таким чином, за два клацання можна подивитися, у кого з відвідувачів закінчився термін зберігання книг.
Програма має функцію обліку боржників. За два клацання можна дізнатися, хто взяв котрийсь фільм і коли обіцяв повернути. При цьому запис про термін повернення автоматично поміщається у KOrganizer.
Програма може отримувати дані з різних джерел: IMDB, Amazon та ін.
Програма може експортувати та імпортувати дані майже зі всіх популярних форматів колекцій: Alexandria, GCfilms, BibTeX та баг. ін.
Має український інтерфейс.

## Аналогічні програми
Альтернативи є, але вони мають вузьку спеціалізацію.
- GCfilms — потужний менеджер зібрань фільмів.
- Alexandria — менеджер зібрань книг.